# Castle of Illusion (jeu vidéo, 2013)
Castle of Illusion est un jeu vidéo de plates-formes développé par Sega Studios Australia et édité par Sega, sorti en 2013 sur Windows, Mac, PlayStation 3, Xbox 360, iOS, Android et Windows Phone.
Il s'agit d'un remake de Castle of Illusion.

## Accueil
- Jeuxvideo.com : 13/20[1]